# Sphingonaepiopsis gorgoniades
Sphingonaepiopsis gorgoniades és una espècie de lepidòpter ditrisi de la família dels esfíngids (Sphingidae) que viu des d'Europa de l'Est fins Àsia Central.

## Característiques
Es tracta de l'esfíngid més petit que es pot trobar a Europa, la seva envergadura alar és d'entre 25 i 32 mm i l'eruga no sobrepassa els 40 mm. Presenta una coloració grisosa amb una franja marró, sobre la qual hi ha una petita taca blanca, a les ales anteriors i una forma que pot semblar una fulla morta, característiques que li atorguen un aspecte únic entre altres espècies del continent europeu.

## Història natural
L'eruga s'alimenta principalment de Galium, especialment de Galium verum, tot i que també ho pot fer d'altres espècies de rubiàcies.

## Distribució
Es troba a Croàcia, Albània, Macedònia, centre i sud de Grècia, Bulgària, Romania oriental, sud d'Ucraïna i Crimea, sud de Rússia, nord de Kazan, sud dels Urals, Kazakhstan oriental, Kirguizstan i l'Afganistan. També s'ha registrat al centre i sud de Turquia, Líban, Israel, de l'oest cap a l'est de Jordània, nord de l'Iraq, el Caucas, nord de l'Iran i sud de Turkmenistan.